# Pouteria quicheana
Pouteria quicheana  es una especie de planta en la familia Sapotaceae. Es un árbol endémico de Guatemala que fue únicamente registrado en los departamentos de Quiché, Alta Verapaz y Petén. Crece en bosque mixto en la cercanía de agua.

## Descripción
Tiene los vástagos jóvenes finamente adpreso-pubérulos al principio, pronto glabros, pardo medio, lisos con algunas lenticelas. Hojas de 8-17 × 2-4 cm, espaciadas, dispuestas en espiral, angostamente elípticas o elíptico-oblanceoladas, cartáceas, glabras, la base atenuada, aguda, el ápice agudo. Flores 3-5, en fascículos axilares; pedicelo 3-4 mm, adpreso-pubérulo; sépalos (sólo flores jóvenes vistas) 4, de 4 mm, oblongo-oblanceolados, el par exterior adpreso-pubérulo abaxialmente, el par interno glabro, el ápice obtuso; corola 3.5-3.9 mm, cilíndrica, el tubo más largo que los lobos. Fruto no visto.

## Taxonomía
El género fue descrito por Arthur John Cronquist y publicado en Lloydia 9(4): 263–264. 1946.